# Austin Toros 2010-2011
La stagione 2010-11 degli Austin Toros fu la 10ª nella NBA D-League per la franchigia.
Gli Austin Toros arrivarono ottavi nella Western Conference con un record di 22-28, non qualificandosi per i play-off.

## Roster
| N° | Naz.                   | Ruolo | Sportivo           | Anno | Alt. | Peso |
| -- | ---------------------- | ----- | ------------------ | ---- | ---- | ---- |
| 0  | Stati Uniti (bandiera) | G     | Jermaine Beal      | 1987 | 191  | 93   |
| 0  | Stati Uniti (bandiera) | A     | Garrett Williamson | 1988 | 196  | 91   |
| 6  | Stati Uniti (bandiera) | G     | Aubrey Coleman     | 1987 | 193  | 91   |
| 7  | Stati Uniti (bandiera) | G     | Tre Kelley         | 1985 | 183  | 85   |
| 7  | Stati Uniti (bandiera) | G     | Stephen McDowell   | 1985 | 183  | 82   |
| 10 | Stati Uniti (bandiera) | G     | Carldell Johnson   | 1983 | 178  | 88   |
| 11 | Stati Uniti (bandiera) | A     | Moses Ehambe       | 1986 | 198  | 91   |
| 15 | Stati Uniti (bandiera) | G     | Lewis Clinch       | 1987 | 191  | 88   |
| 15 | Stati Uniti (bandiera) | GA    | Kevin Palmer       | 1987 | 198  | 95   |
| 18 | Stati Uniti (bandiera) | A     | Marcus Hubbard     | 1983 | 206  | 107  |
| 18 | Stati Uniti (bandiera) | A     | Leo Lyons          | 1987 | 206  | 109  |
| 21 | Stati Uniti (bandiera) | A     | Dominique Archie   | 1987 | 201  | 93   |
| 22 | Stati Uniti (bandiera) | G     | Kyle Weaver        | 1986 | 198  | 91   |
| 23 | Stati Uniti (bandiera) | A     | Eric Dawson        | 1984 | 206  | 107  |
| 23 | Stati Uniti (bandiera) | G     | Thomas Gardner     | 1985 | 196  | 102  |
| 24 | Stati Uniti (bandiera) | A     | Lance Thomas       | 1988 | 203  | 102  |
| 33 | Stati Uniti (bandiera) | G     | James Anderson     | 1989 | 198  | 95   |
| 34 | Stati Uniti (bandiera) | A     | Michael Joiner     | 1981 | 201  | 111  |
| 41 | Stati Uniti (bandiera) | C     | Marcus Cousin      | 1986 | 211  | 116  |
| 44 | Regno Unito (bandiera) | C     | Eric Boateng       | 1985 | 208  | 116  |
|    | Stati Uniti (bandiera) | GA    | Danny Green        | 1987 | 198  | 95   |
|    | Stati Uniti (bandiera) | G     | Vernon Hamilton    | 1984 | 185  | 88   |

## Staff tecnico
- Allenatore: Brad Jones
- Vice-allenatori: Taylor Jenkins, Alex Lloyd
- Preparatore atletico: Daisuke Yamaguchi